# Kasia Moś
Katarzyna « Kasia » Moś, née le 3 mars 1987 à Ruda Śląska, est une chanteuse polonaise qui représentera la Pologne au Concours Eurovision de la chanson 2017.

## Biographie

### Enfance
Kasia Moś est une chanteuse polonaise, née le 3 mars 1987 à Ruda Śląska dans une famille artistique. Elle est la fille de Marek Moś, chef d'orchestre, violoniste, musicien de chambre et directeur de l'orchestre de chambre AUKSO, et de Joanna Moś, violoniste alto, peintre, passionnée de design et de mode. Kasia a également un frère, Mateusz, violoniste, compositeur et producteur de son premier album. 
Elle est diplômée de l'école de musique Fryderyk Chopin à Bytom, jouant du violoncelle et du piano. En 2009, elle a terminé ses études en obtenant son diplôme de l'Académie de musique de Karol Szymanowski à Katowice à la Faculté de jazz et de musique contemporaine.

### Carrière
Moś a collaboré avec AUKSO pour enregistrer l'album de Paweł Mykietyn La Passion de Saint-Marc. Elle a joué un des rôles principaux dans la première mondiale de la comédie musicale Le Roi Lear de Paweł Mykietyn tenue au Festival Sacrum Profanum à Cracovie.
Elle a joué dans le groupe "The Pussycat Dolls Burlesque Review". Elle est aussi  une des finalistes de la troisième édition du Must Be The Music. Tylko muzyka. Elle a joué un rôle dans le thème de Wojciech Kilar pour le film de Krzysztof Zanussi Obce Ciało. Elle est apparue dans de nombreux festivals comme: Spring Break, Carpathia, TOPtrendy, Festival Woodstock et le 52e Festival national de chanson polonaise d'Opole. Elle est le visage de Link4 dans la campagne publicitaire.
Son premier album Inspination a été publié en 2015. L'album se compose de 13 chansons, qui sont le résultat de collaboration avec son frère et un jeune producteur ESSEX. Le genre de l'album peut être décrit comme un mélange d'électronique et de soul avec des éléments de musique pop.
Elle a participé au concours de présélection polonais a l’Eurovision trois fois: en 2006 avec une chanson I Wanna Know ("Je veux savoir"), en 2016 avec Addiction, enfin en 2017 avec Flashlight. Flashlight est un morceau co-créé par des artistes polonais, suédois et anglais, qui va représenter la Pologne au Concours Eurovision de la chanson 2017. Kasia travaille actuellement sur son nouvel album.